# Club Deportivo Boston College (fútbol femenino)
El Boston College Fútbol Femenino es la rama de fútbol femenino del club chileno perteneciente a la red de colegios Boston College, quienes se destacan principalmente por su club de baloncesto. Es perteneciente a la comuna de Maipú de la ciudad de Santiago de Chile. Militó durante algunos años en la Primera División de fútbol femenino de Chile, en donde participó por primera vez en el Apertura 2014, obteniendo el último lugar de la zona centro.
La rama femenina fue creada en 2014 para la participación del torneo de aquel año, conocido como Primera División de fútbol femenino de Chile, máxima categoría del fútbol femenino profesional en Chile. Es organizada por la Asociación Nacional de Fútbol Profesional (ANFP), aún se mantiene en aquella categoría.
Junto a Deportes Ñielol y la Universidad Austral de Chile son los únicos equipos participantes de la Primera división femenina que no poseen su similar masculino en algún torneo oficial de la ANFP o la ANFA.
Es local en el Estadio Santiago Bueras debido a que el club tiene su origen del colegio ubicado en la comuna de Maipú, el estadio tiene una capacidad actual de 8.000 espectadores.

## Estadio
El Estadio Municipal Santiago Bueras es un estadio de fútbol y atletismo, ubicado en la comuna de Maipú, al poniente de la ciudad de Santiago, a unos setecientos metros de la Plaza de Armas de la comuna, más específicamente en la Av. 5 de Abril 0700.
Es de césped natural, posee una pista atlética de caucho sintético y su capacidad actual bordea a los 8000 espectadores. Su nombre es en honor al héroe de la Batalla de Maipú, el coronel Santiago Bueras.

## Datos del club
- Temporadas en Primera División femenina: 4
- Debut en Primera División femenina: Apertura 2014.
- Mejor puesto en la liga: 9° Zona Centro Clausura 2014 y Apertura 2015.
- Mejor puesto en Copa Chile: Sin participacion.